# One Race Films
One Race Films (også kendt som One Race Productions) er et video produktion selskab etableret i 1995 i Los Angeles af skuespiller, manuskriptforfatter, instruktør og producer Vin Diesel. Tigon Studios, en interaktiv underholdning udviklings og produktions studie etableret i 2002, er et helejet datterselskab af One Race Film.

## Portefølje
- Multi-facial (1994)
- Strays (1997)
- xXx (2002)
- A Man Apart (2003)
- The Chronicles of Riddick (2004)
- Find Me Guilty (2006)
- Fast & Furious (2009)
- Fast Five (2011)

| Firma | Spire Denne artikel om et firma eller en virksomhed i USA er en spire som bør udbygges. Du er velkommen til at hjælpe Wikipedia ved at udvide den. |